# Копий, Сергей Николаевич
Сергей Николаевич Копий (род. 16 июня 1957) — советский футболист, российский игрок в мини-футбол, вратарь.
В 1985—1987 годах был в составе ленинградского «Зенита», за который провёл три матча в Кубке Федерации футбола СССР. В финале 1986 года против «Днепра» заменил после перерыва Сергея Приходько и пропустил два решающих мяча. В розыгрыше 1987 года сыграл два матча — против «Кайрата» (0:2) и «Динамо» Минск (0:3).
В сезонах 1994/95 — 1996/97 провёл 39 матчей в чемпионате России по мини-футболу за петербургский ПСИ.
Сыграл один матч за сборную России по мини-футболу.